# Gheorghe Buzoianu
Gheorghe Buzoianu (n. 17 iulie 1932, Sinaia - d.1999) a fost un scriitor român.
S-a făcut cunoscut publicului ca un scriitor de romane polițiste.

## Opere

### Romane
- O seară pentru mai târziu, Editura Pentru Literatură, 1966
- Pensiunea Camelia, Editura Albatros, 1970
- Agenda cenușie, Editura Eminescu, 1971
- Lângă colina albastră, Editura Cartea Românească, 1981
- Cadouri pentru o mătușă, Editura Militară, 1983
- Capcana, Editura Militară, 1984
- Prin labirint, Editura Militară, 1986
- Operațiunea „Ghințurești”, Editura Militară, 1990
- Agenția Academus, Editura Vremea, 2002

## Premii
- Premiul Uniunii Scriitorilor (1983), pentru romanul Cadouri pentru o mătușă.[1]